# Biologie humaine

L'abondance des éléments chimiques dans chaque niveau d'organisation du corps humain détermine la.

La biologie humaine est la branche de la biologie étudiant les appareils (nerveux, digestif, etc.), les organes et leur fonctionnement, afin de connaître les relations et les échanges nécessaires entre ces derniers pour maintenir l'homéostasie du corps humain. À ce titre, cette discipline est étroitement liée à la biologie cellulaire, l'immunologie, l'hématologie et à la microbiologie.
C'est encore à la biologie humaine que se rattachent le mieux les analyses médicales pratiquées dans les laboratoires. En effet, ces analyses ont pour but principal de quantifier le nombre de cellules, vitamines, hormones et autres molécules, afin de déceler d'éventuelles anomalies (anémies, immuno-dépression, etc.), et donc de prévenir ou signaler tout phénomène menaçant l'homéostasie.

## Niveaux d'organisation structurelle
Il y a là un vaste domaine de connaissance, s'intéressant au corps humain et à chacun de ses niveaux d'organisation :
- niveau chimique (niveau atomique et moléculaire ;
- niveau cellulaire, et plus précisément intercellulaire puisqu'il s'agit principalement de déterminer et quantifier les échanges ;
- niveau tissulaire, celui de l'observation des cellules spécialisées des tissus (cellules hépatiques, cellules nerveuses, etc.) ;
- niveau oorganique avec l'étude des échanges entre tissus, mais aussi avec le milieu (la respiration et les échanges O2/CO2) ;
- niveau systémique, où l'on se penche surtout sur les relations entre les organes accomplissant une fonction du corps (appareil digestif, urinaire, nerveux, etc.) ;
- niveau organismal, incluant les relations de l'organisme avec l'environnement.

## Branches
- Anthropologie physique
- Développement humain
- Écologie humaine
- Embryogenèse humaine
- Génétique humaine
- Physiologie humaine (es)